# Валленстедт, Катарина
Катарина Валленстедт, урождённая Валлиа (швед. Catharina Wallenstedt; 10 марта 1627, Уппсала — 25 октября 1719, Стокгольм) — шведская придворная дама, автор многочисленных писем.

## Биография
Катарина Валлиа родилась в Уппсале в 1627 году. Она была младшей из четверых детей Катарины Тидемансдоттер и Лауренциуса Валлиуса, профессора теологии, ректора Уппсальского университета, позднее епископа диоцеза Стренгнеса. Мать Катарины умерла через год после её рождения, и отец женился второй раз, на шестнадцатилетней Кристине Лют. Лауренциус Валлиус дал своим детям, как сыновьям, так и дочерям, хорошее образование. В 1650 году все они получили дворянство и фамилию Валленстедт.
О раннем этапе жизни Катарины Валленстедт почти ничего не известно. Однако в 1649 году она поступила на службу к королеве Кристине и в 1650 году получила звание фрейлины. В 1655 году она вышла замуж за Эдварда Филиппа Эренстена (Edvard Philipsson Ehrenstéen), впоследствии ставшего секретарём королевской походной канцелярии. Катарина много путешествовала вместе с мужем, и первый её ребёнок родился в Польше.
В 1660 году супруги поселились в Стокгольме. Через нескольку лет Эдварду было пожаловано поместье в Эстерокере, и летние месяцы семья проводила там. Катарина Валленстедт, пережив нескольких своих детей, умерла в Стокгольме в 1719 году, в возрасте 92 лет.
Сохранилось большое эпистолярное наследие Катарины: несколько сотен писем, написанных в основном мужу, часто уезжавшему по службе за границу, и старшей дочери Маргарете (Грете). Они представляют большой интерес для историков и не раз становились предметом исследований. Письма Катарины Валленстедт свидетельствуют о кругозоре, образе мыслей и быте женщины XVII века, а также отражают её взгляды и суждения по поводу социальных проблем того времени.